# Distretto di Dunajská Streda
Il distretto di Dunajská Streda (in slovacco: okres Dunajská Streda) è uno dei 79 distretti della Slovacchia, situato nella regione di Trnava, nella parte occidentale del Paese.
Fino al 1918, il distretto costituiva la maggior parte del comitato ungherese di Pozsony, eccetto una piccola area nel sud, che formava parte del comitato di Komárom, e Baloň, che formava parte del comitato di Győr.

## Geografia antropica
Il distretto è composto da 3 città e 64 comuni:

### Città
- Dunajská Streda
- Šamorín
- Veľký Meder

### Comuni
- Báč
- Baka
- Baloň
- Bellova Ves
- Blahová
- Blatná na Ostrove
- Bodíky
- Boheľov
- Čakany
- Čenkovce
- Čiližská Radvaň
- Dobrohošť
- Dolný Bar
- Dolný Štál
- Dunajský Klátov
- Gabčíkovo
- Holice
- Horná Potôň
- Horné Mýto
- Horný Bar
- Hubice
- Hviezdoslavov

- Jahodná
- Janíky
- Jurová
- Kľúčovec
- Kostolné Kračany
- Kráľovičove Kračany
- Kútniky
- Kvetoslavov
- Kyselica
- Lehnice
- Lúč na Ostrove
- Macov
- Mad
- Malé Dvorníky
- Medveďov
- Michal na Ostrove
- Mierovo
- Nový Život
- Ňárad
- Ohrady
- Okoč

- Oľdza
- Orechová Potôň
- Padáň
- Pataš
- Potônske Lúky
- Povoda
- Rohovce
- Sap
- Štvrtok na Ostrove
- Topoľníky
- Trhová Hradská
- Trnávka
- Trstená na Ostrove
- Veľká Paka
- Veľké Blahovo
- Veľké Dvorníky
- Vieska
- Vojka nad Dunajom
- Vrakúň
- Vydrany
- Zlaté Klasy